# Couleurs et Parfums
 (septembre 2017).
Si vous disposez d'ouvrages ou d'articles de référence ou si vous connaissez des sites web de qualité traitant du thème abordé ici, merci de compléter l'article en donnant les références utiles à sa vérifiabilité et en les liant à la section « Notes et références ».
Albums de Carole Fredericks
Springfield
(1996) Best of
(2001)
Singles
1. Personne ne saurait
Sortie : août 1998
2. Qu'est-ce qui t'amène
Sortie : 1999
3. Respire
Sortie : 1999
4. Le prix à payer
Sortie : 1999

Couleurs et Parfums est un album solo de la chanteuse pop et variété d'origine américaine Carole Fredericks, sorti en 1999.

## Présentation
Les onze titres de l'album mélangent morceaux inédits et reprises de différents styles musicaux combinant les expériences de l'artiste aux États-Unis et les inflences culturelles en France.
Parmi les auteurs-compositeurs de cet opus, on retrouve Jacques Veneruso, Jean-Jacques Goldman, Yvonne Jones et Michael Jones.
L'album est annoncé l'été précédant sa sortie avec le titre à succès Personne ne saurait, en duo avec le groupe Poetic Lover. Sur les 23 semaines de présence dans les classements français, le morceau se hisse jusqu'à la 7e place.
Suivront les singles Qu'est-ce qui t'amène, Respire et Le prix à payer.
Carole Fredericks y effectue une reprise Time after time de Cyndi Lauper intitulée Kaai Djallema, chantée en wolof et en anglais.
Couleurs et Parfums est réédité, en 2007, avec l'ajout d'une chanson, Veille.

## Liste des titres
| 1.    | Qu'est-ce qui t'amène           | Jacques Veneruso                                            | 3:54 |
| 2.    | J'ai le sang Blues              | Veneruso                                                    | 3:52 |
| 3.    | Kaai Djallema (Time after time) | Cyndi Lauper / Rob Hyman (adaptation wolof de Letty M’Baye) | 4:21 |
| 4.    | Respire                         | Jean-Jacques Goldman                                        | 3:56 |
| 5.    | Le Prix à payer                 | Veneruso                                                    | 4:27 |
| 6.    | Mighty Love                     | Yvonne Jones / Franck Levy - Yannick Guillemont             | 4:24 |
| 7.    | Au bout de mes rêves            | Goldman                                                     | 3:26 |
| 8.    | Écope                           | Frédéric Kocourek / Michael Jones                           | 3:38 |
| 9.    | Personne ne saurait             | Goldman / Veneruso                                          | 3:48 |
| 10.   | Vain                            | Carole Fredericks / Veneruso                                | 4:17 |
| 11.   | Tu es là                        | Y. Jones                                                    | 4:15 |
| 44:18 |                                 |                                                             |      |

| Titre bonus - Réédition digitale | Titre bonus - Réédition digitale | Titre bonus - Réédition digitale | Titre bonus - Réédition digitale | Titre bonus - Réédition digitale | Titre bonus - Réédition digitale | Titre bonus - Réédition digitale | Titre bonus - Réédition digitale | Titre bonus - Réédition digitale | Titre bonus - Réédition digitale |
| No                               | Titre                            | Durée                            |                                  |                                  |                                  |                                  |                                  |                                  |                                  |
| -------------------------------- | -------------------------------- | -------------------------------- | -------------------------------- | -------------------------------- | -------------------------------- | -------------------------------- | -------------------------------- | -------------------------------- | -------------------------------- |
| 12.                              | Veille                           | 4:13                             |                                  |                                  |                                  |                                  |                                  |                                  |                                  |
| 48:31                            |                                  |                                  |                                  |                                  |                                  |                                  |                                  |                                  |                                  |

## Crédits

### Membres du groupe
- Carole Fredericks : chant et chœurs
- Jacques Veneruso : guitare, chœurs
- Christophe Battaglia : claviers
- Didier Mouret : Fender Rhodes, piano
- Christophe Nègre : saxophone ténor
- Cyril Tarquiny : guitare électrique
- Jean-Jacques Goldman, Yvonne Jones, Théo Allen, Maria Popkiewicz : chœurs

Collaborations et invités
- Poetic Lover : duo sur Personne ne saurait
- Bernard Allison : guitare solo sur Vain et Veille
- Nicole Amovin : duo sur Kaai Djallema
- Yvonne Jones : duo sur Au bout de mes rêves
- Emmanuel Nabajoth : chant

### Équipes technique et production
- Production, arrangements, mixage : Christophe Battaglia, Jacques Veneruso
- Letty M’Baye : adaptation de Time after time en Wolof